# Ole Sørensen (football)
Pour les articles homonymes, voir Ole Sørensen.
Ole Sørensen est un footballeur danois né le 25 novembre 1937 à Copenhague et décédé le 29 janvier 2015. Il évoluait au poste de milieu de terrain.

## Biographie

### En club
Avec le Kjøbenhavns Boldklub, il remporte un championnat du Danemark et une Coupe du Danemark. Avec cette même équipe, il dispute trois matchs en Coupe d'Europe des clubs champions.

### En équipe nationale
International danois, il reçoit 25 sélections et inscrit 7 buts en équipe du Danemark entre 1961 et 1969. 
Il joue son premier match en équipe nationale le 18 juin 1961 contre la Suède et son dernier match le 1er juillet 1969 contre les Bermudes. Le 27 mai 1969, il inscrit un doublé face à la république d'Irlande.
Il fait partie du groupe danois lors de l'Euro 1964, disputant les deux matchs de la phase finale.
Il joue également 3 matchs comptant pour les tours préliminaires des coupes du monde, lors des éditions 1966 et 1970.

## Carrière
- 1955-1964 :  Kjøbenhavns Boldklub
- 1965-1966 :  1. FC Cologne
- 1966-1968 :  PSV Eindhoven
- 1968-1970 :  Kjøbenhavns Boldklub

## Palmarès
Avec le Kjøbenhavns Boldklub :
- Champion du Danemark en 1968
- Vainqueur de la Coupe du Danemark en 1969